# 1440
| [ Edytuj tabelę ]                          | |
| Król Polski                                | - 1434 Władysław III Warneńczyk 1444 |
| Współksiążęta Andory                       | - 1437 Arnau Roger de Pallars 1461 - 1436 Gaston IV 1472 |
| Król Anglii                                | - 1422 Henryk VI 1461 |
| Król Aragonii i Walencji, hrabia Barcelony | - 1416 Alfons V Aragoński 1458 |
| Władca Azteków                             | - 1427 Itzcoatl 1440 - 1440 Montezuma I 1468 |
| Elektor Brandenburgii                      | - 1415 Fryderyk I 1440 - 1440 Fryderyk II Żelazny 1471 |
| Książę Bawarii-Ingolstadt                  | - 1413 Ludwik VII Brodaty 1443 |
| Książę Bawarii-Landshut                    | - 1393 Henryk XVI Bogaty 1450 |
| Książę Bawarii-Monachium                   | - 1438 Albert III 1460 |
| Książę Burgundii                           | - 1419 Filip III Dobry 1467 |
| Cesarz Bizancjum                           | - 1425 Jan VIII Paleolog 1448 |
| Sułtan Brunei                              | - 1433 Sulaiman 1473 |
| Cesarz Chin                                | - 1435 Zhu Qizhen 1449 |
| Król Cypru                                 | - 1432 Jan II 1458 |
| Król Czech                                 | - 1440 Władysław Pogrobowiec 1457 |
| Król Danii                                 | - 1440 Krzysztof Bawarski 1448 |
| Dalajlama                                  | - 1391 Gendun Drup 1474 |
| Władca Egiptu                              | - 1438 Czakmak 1453 |
| Cesarz Etiopii                             | - 1434 Zara Jaykob Konstantyn 1468 |
| Król Francji                               | - 1422 Karol VII 1461 |
| Król Gruzji                                | - 1412 Aleksander 1442 |
| Hrabia Holandii                            | - 1433 Filip III Dobry (z Burgundii) 1467 |
| Władca Inków                               | - 1438 Pachacutec 1471 |
| Cesarz Japonii                             | - 1428 Go-Hanazono 1464 |
| Kalif                                      | - 1414 Al-Mu’tadid II 1441 |
| Król Kastylii i Leónu                      | - 1406 Jan II Kastylijski 1454 |
| Patriarcha Konstantynopola                 | - 1440 Metrofan II 1443 |
| Władca Korei                               | - 1418 Sejong Wielki 1450 |
| Wielki książę litewski                     | - 1432 Zygmunt Kiejstutowicz 1440 - 1440 Kazimierz IV Jagiellończyk 1492 |
| Cesarz Majapahitu                          | - 1429 Suhita 1447 |
| Sułtan Maroka                              | - 1421 Abdulhak II 1465 |
| Książę Mediolanu                           | - 1412 Filip Maria 1447 |
| Senior Monako                              | - 1436 Jan I 1454 |
| Wielki książę moskiewski                   | - 1425 Wasyl II Ślepy 1462 |
| Król Nawarry                               | - 1425 Blanka I z Nawarry i Jan II Aragoński 1441 |
| Król Norwegii                              | - 1396 Eryk Pomorski 1442 |
| Sułtan Omanu                               | - 1435 Abu al-Hasan 1451 |
| Elektor Palatynatu                         | - 1436 Ludwik IV 1449 |
| Papież                                     | - 1431 Eugeniusz IV 1447 - 1439 Feliks V 1449 |
| Król Portugalii                            | - 1438 Alfons V 1481 |
| Cesarz Rzymski (niemiecki)                 | - 1440 Fryderyk III Habsburg 1493 |
| Kapitanowie Regenci San Marino             | - 1439 Sante Lunardini Bianco di Antonio 1440 - 1440 Barnaba di Antonio Lunardini Antonio Giannini 1440 - 1440 Antonio di Simone Belluzzi Giacomo d'Antonio Sammaritani 1441 |
| Despota Serbii                             | - 1429 Jerzy I Branković 1456 |
| Elektor Saksonii                           | - 1428 Fryderyk II Łagodny 1464 |
| Król Szkocji                               | - 1437 Jakub II 1460 |
| Król Szwecji                               | - 1439 Karol VIII Knutsson Bonde 1440 - 1440 Krzysztof Bawarski 1448 |
| Król Tajlandii                             | - 1424 Borommaracha Thirat II 1448 |
| Sułtan Turków                              | - 1421 Murad II 1444 |
| Doża Wenecji                               | - 1423 Francesco Foscari 1457 |
| Król Węgier                                | - 1439 Władysław I 1444 |
| Cesarz Wietnamu                            | - 1433 Lê Thái Tông 1442 |
| Wielki mistrz zakonu krzyżackiego          | - 1422 Paul Bellitzer von Russdorff 1441 |

Rok 1440 / MCDXL
stulecia: XIV wiek ~
XV wiek ~
XVI wiek

lata: 1430 «
1435 «
1436 «
1437 «
1438 «
1439 «
1440
» 1441
» 1442
» 1443
» 1444
» 1445
» 1450

## Wydarzenia w Polsce
- 21 lutego – w Kwidzynie utworzono Związek Pruski – koalicję miast pruskich przeciwko Krzyżakom.
- 8 marca – w katedrze wawelskiej delegacja stanów węgierskich ofiarowała Władysławowi III koronę Węgier.
- 20 marca – w Trokach został zamordowany wielki książę litewski Zygmunt Kiejstutowicz.
- 3 kwietnia – Tolkmicko przystąpiło do antykrzyżackiego Związku Pruskiego.
- 29 czerwca – na sejmie Wielkiego Księstwa Litewskiego w Wilnie[1] późniejszy król Kazimierz Jagiellończyk został Wielkim Księciem Litewskim.
- 27 września – w walce o handel morski armia miasta Koszalin pokonała w bitwie nad jeziorem Cieszyno koło miejscowości Tarnowo armię miasta Kołobrzeg.
- Kańczuga otrzymała prawa miejskie.

## Wydarzenia na świecie
- 2 lutego – Fryderyk III Habsburg został królem Niemiec.
- 9 kwietnia – Krzysztof Bawarski został królem Danii.
- 17 lipca – Władysław Warneńczyk został koronowany na króla Węgier w Białogrodzie Królewskim (węg. Székesfehérvár).
- 4 października – król Danii Krzysztof Bawarski został wybrany przez szwedzki parlament na króla Szwecji.
- 26 października – seryjny morderca Gilles de Rais i dwaj jego wspólnicy zostali straceni w Nantes.
- Lorenzo Valla obalił autentyczność Donacji Konstantyna.
- Jan Gutenberg opracował i rozpowszechnił metodę wykorzystywania ruchomych czcionek i prasy drukarskiej, która pozwalała na wielokrotne powielanie tekstów.

## Urodzili się
- 22 stycznia – Iwan III Wasylewicz, wielki książę moskiewski (zm. 1505).
- 22 lutego – Władysław Pogrobowiec, książę Austrii, król Czech i Węgier (zm. 1457)

## Zmarli
- 9 marca – Franciszka Rzymianka, włoska mistyczka, święta katolicka (ur. 1384)
- 20 marca – Zygmunt Kiejstutowicz, wielki książę litewski
- Johann Schiltberger, niemiecki podróżnik i pisarz